# Fir Lodge
Le Fir Lodge – ou la Bernard House – est une maison américaine située à Seattle, dans l'État de Washington. Construite en rondins de bois en 1904, elle sert de restaurant sous l'enseigne Alki Homestead à compter de 1950 et jusqu'à un incendie de 2009 qui force l'établissement à fermer. Elle est inscrite au Registre national des lieux historiques depuis le 22 janvier 2021.